# Магнитный поток
Магни́тный пото́к — поток вектора магнитной индукции {\displaystyle \mathbf {B} } через некоторую поверхность. Для бесконечно малого участка равен произведению модуля {\displaystyle |\mathbf {B} |} на площадь участка {\displaystyle {\rm {d}}S} и косинус угла {\displaystyle \alpha } между {\displaystyle \mathbf {B} } и нормалью {\displaystyle \mathbf {n} } к плоскости участка. Для поверхности конечных размеров находится как сумма (интеграл) по её малым фрагментам. Стандартное обозначение — {\displaystyle \Phi }.
Важнейшая физическая формула, в которую входит магнитный поток, — выражение для закона электромагнитной индукции Фарадея.

## Определение магнитного потока

Разбиение поверхности на малые участки

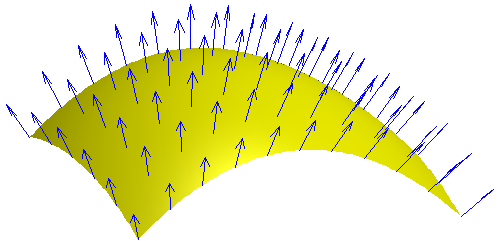
Изменение вектора нормали к поверхности

Магнитным потоком через бесконечно малый элемент поверхности {\displaystyle {\rm {d}}S} называется произведение 
{\displaystyle {\rm {d}}\Phi =B\,{\rm {d}}S\,\cos \alpha =\mathbf {B} \cdot {\rm {d}}\mathbf {S} },
где {\displaystyle \alpha } — угол между вектором магнитной индукции {\displaystyle \mathbf {B} } и единичным вектором нормали {\displaystyle \mathbf {n} } к участку поверхности, а векторный элемент dS площади поверхности S определяется как
{\displaystyle {\rm {d}}\mathbf {S} ={\rm {d}}S\,\mathbf {n} }.
Магнитным потоком через поверхность конечной площади называется интеграл от {\displaystyle d\Phi } по поверхности: 
{\displaystyle \Phi =\int {\rm {d}}\Phi =\iint \limits _{S}\mathbf {B} \cdot {\rm {d}}\mathbf {S} }.
Направление вектора {\displaystyle \mathbf {n} } в общем случае непостоянно (см. рис.), магнитное поле также может изменяться вдоль поверхности. Точка в произведениях означает скалярное умножение векторов. Интеграл понимается как предел суммы по малым участкам при стремлении их размеров к нулю. Поверхность может быть незамкнутой (как на рис.) или замкнутой.
В случае однородного поля и плоской поверхности магнитный поток рассчитывается как {\displaystyle \Phi =B\,S\,\cos \alpha }.

## Единицы измерения магнитного потока
В СИ единицей магнитного потока является вебер (Вб, размерность — Вб = В·с = 
кг·м²·с-2·А-1), в системе СГС — максвелл (Мкс, 1 Вб = 108 Мкс).

## Приборы для измерения потока
Прибор для измерения магнитных потоков называется флюксметром (от лат. fluxus — «течение» и греч. metron — мера) или веберметром.

## Некоторые свойства магнитного потока
В соответствии с теоремой Гаусса для магнитной индукции, поток вектора магнитной индукции {\displaystyle \mathbf {B} } через любую замкнутую поверхность {\displaystyle S} равен нулю:
{\displaystyle \Phi =\oint \limits _{S}\mathbf {B} \cdot {\text{d}}\mathbf {S} =0}.
Это означает, что в классической электродинамике невозможно существование магнитных зарядов, которые создавали бы магнитное поле подобно тому, как электрические заряды создают электрическое поле.
В соответствии с теоремой Стокса, магнитный поток {\displaystyle \Phi } через поверхность, «натянутую» на некий контур {\displaystyle L}, можно выразить через циркуляцию векторного потенциала {\displaystyle \mathbf {A} } магнитного поля по этому контуру:
{\displaystyle \Phi =\oint \limits _{L}\mathbf {A} \cdot \mathbf {dl} },
поскольку имеет место связь {\displaystyle \mathbf {B} ={\rm {{rot}\mathbf {A} }}}. Этот поток не зависит от конфигурации натянутой поверхности.

## Переменный во времени магнитный поток
По закону электромагнитной индукции Фарадея, если магнитный поток через некоторую поверхность изменяется со временем, то создаётся электродвижущая сила
{\displaystyle {\mathcal {E}}=-{\frac {\rm {{d}\Phi }}{\rm {{d}t}}}}
в контуре, на который натянута данная поверхность. Если вдоль такого контура «проложен» электрический провод, то в нём возникнет индукционный ток. Изменение потока со временем может быть вызвано изменением вектора магнитной индукции {\displaystyle \mathbf {B} } и/или геометрии контура.

## Квантование магнитного потока
При рассмотрении ряда квантовых явлений, таких как эффект Ааронова — Бома или квантовый эффект Холла, используется квант магнитного потока:
{\displaystyle \Phi _{0}={\frac {h}{e}}},
где {\displaystyle h} — постоянная Планка, {\displaystyle e} — элементарный заряд.
Опыты с неодносвязным сверхпроводником (например, со сверхпроводящим кольцом) показывают, что магнитный поток через кольцо всегда кратен половине кванта магнитного потока, откуда следует, что носители тока в сверхпроводнике являются парами связанных элементарных зарядов. Это прямое подтверждение теории БКШ, согласно которой сверхпроводимость обусловлена электронными парами (куперовскими парами):
{\displaystyle \Phi _{s}={\frac {\Phi _{0}}{2}}={\frac {h}{2e}}=2{,}067833758\times 10^{-15}} Вб (в СИ);
{\displaystyle \Phi _{s}={\frac {hc}{2e}}=2,067833636\times 10^{-7}} Гаусс·см2 (в СГС), {\displaystyle c} — скорость света.
Экспериментально квантование магнитного потока было обнаружено в 1961 году.